# Danville (Virgínia)
Danville é uma cidade independente localizada no Estado americano de Virgínia. A sua área é de 113,8 km², sua população é de 48 411 habitantes, e sua densidade populacional é de 434,1 hab/km² (segundo o censo americano de 2000). Ela já foi, de 3 de Abril até 10 de Abril de 1865, capital dos Estados Confederados da América.
Danville foi um importante centro de atividades confederadas durante a Guerra Civil Americana, devido à sua localização estratégica na ferrovia Richmond e Danville, e em abril de 1865 serviu por um breve período como a capital final da Confederação antes que o sul se rendesse.
Hoje, Danville é a principal cidade da Área Estatística Micropolitana de Danville, Virginia. No censo de 2010, a população era 43.055.